# آمبر ليو
أمبر ليو (بالإنجليزية: Amber Liu) هي مغنية، وراقصة، وملحنة، وممثلة تلفزيونية، وكاتبة غنائية، ولاعبة تايكوندو من الولايات المتحدة الأمريكية. ولدت في لوس أنجلوس. إف إكس.

## وصلات خارجية
- آمبر ليو على موقع IMDb (الإنجليزية)
- آمبر ليو على موقع ميوزك برينز (الإنجليزية)
- آمبر ليو على موقع ديسكوغز (الإنجليزية)
- آمبر ليو على موقع قاعدة بيانات الفيلم (الإنجليزية)